# NGC 2280
NGC 2280 is een spiraalvormig sterrenstelsel in het sterrenbeeld Grote Hond. Het hemelobject werd op 1 februari 1837 ontdekt door de Britse astronoom John Herschel.

## Synoniemen
- ESO 427-2
- MCG -5-16-20
- UGCA 131
- AM 0642-273
- IRAS 06428-2735
- PGC 19531